# Rátonyi Róbert-díj

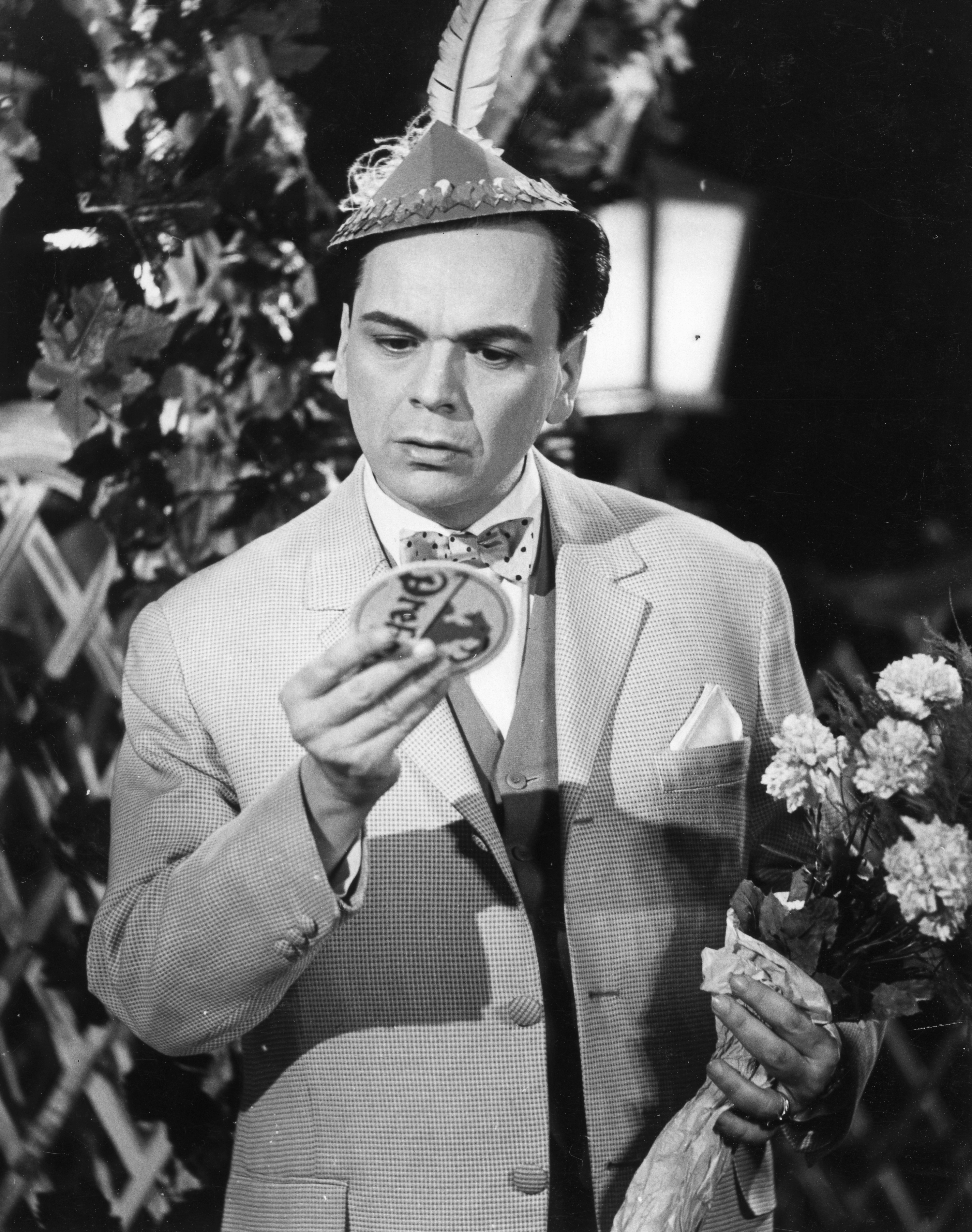
Rátonyi Róbert

A Rátonyi Róbert-díjat 2023-ban, a művész nevének és munkásságának megőrzésére alapították. A díjat nemcsak színész kaphatja meg, hanem bárki, aki a művészvilágban olyan alázattal és elhivatottsággal tevékenykedik, mint a névadó.

## Díjazottak
- 2023 – Peller Károly[1]